# فرودگاه کایلاشهر
فرودگاه کایلاشهر (به انگلیسی: Kailashahar Airport) یک فرودگاه همگانی با کد یاتا IXH است که یک باند فرود آسفالت دارد و طول باند آن ۱۰۰۶ متر است. این فرودگاه در کشور هند قرار دارد و در ارتفاع ۲۴ متری از سطح دریا واقع شده است.